# Zuzana Štočková
Zuzana Štočková (z domu Hagarová, ur. 25 listopada 1977 w Kieżmarku) – słowacka szachistka, arcymistrzyni od 1998, posiadaczka męskiego tytułu mistrza międzynarodowego od 2002 roku.

## Kariera szachowa
W 1993 r. zwyciężyła w mistrzostwach Słowacji juniorek do 16 lat. Wielokrotnie startowała w mistrzostwach świata i Europy juniorek w różnych kategoriach wiekowych, największy sukces odnosząc w 1994 r. w Szeged, gdzie zdobyła tytuł wicemistrzyni świata do 18 lat. W tym czasie należała już do ścisłej czołówki słowackich szachistek, w tym samym roku debiutując w narodowej drużynie na szachowej olimpiadzie w Moskwie. W turniejach olimpijskich startowała jeszcze siedmiokrotnie (w latach 1996–2008, w tym raz na I szachownicy). Pomiędzy 1997 a 2003 r. była również czterokrotną uczestniczką drużynowych mistrzostw Europy (za każdym razem na I szachownicy), największy sukces odnosząc w 1999 r. w Batumi, gdzie słowackie szachistki zdobyły złote medale.
W 2004 r. zajęła samodzielne II m. (za Jirim Stockiem, przed m.in. Janem Plachetką, Martinem Mrvą i Tomasem Petrikiem) w otwartym turnieju Tatry Open 2004 w Tatrzańskich Zrębach. W 2008 r. odniosła kolejny sukces, dzieląc II m. (za Peterem Vavrakiem, wspólnie z Walerijem Jandiemirowem) w otwartych mistrzostwach Słowacji, rozegranych w Zwoleniu.
Najwyższy ranking w dotychczasowej karierze osiągnęła 1 października 2008 r., z wynikiem 2430 punktów zajmowała wówczas 46. miejsce na światowej liście FIDE, jednocześnie zajmując 1. miejsce wśród słowackich szachistek.